# Gilford (New Hampshire)
Gilford – miasto w Stanach Zjednoczonych, w stanie New Hampshire, w hrabstwie Belknap.